# Mirosława Zakrzewska-Dubasowa
Mirosława Zakrzewska-Dubasowa (ur. 10 czerwca 1913 w Brzozówce k. Kraśnika, zm. 18 października 2011) – polska historyczka, profesor, badaczka dziejów Armenii i Ormian. 

## Życiorys
Urodziła się w rodzinie Włodzimierza Dąbrowskiego, dzierżawcy majątku Brzozówka, i Janiny z Lenkiewiczów. Ukończyła Państwowe Gimnazjum Wacławy Arciszowej w Lublinie. W 1931 roku rozpoczęła studia historyczne na Wydziale Nauk Humanistycznych Katolickiego Uniwersytetu Lubelskiego (KUL), których nie ukończyła. W latach 1936–1938 dzięki stypendium Ministerstwa Wyznań Religijnych i Oświecenia Publicznego, odbywała praktyki w Archiwum Państwowym w Lublinie. 1 września 1938 roku została pracownikiem etatowym Archiwum.
Po wybuchu II wojny światowej przebywała w Tarnopolu. W styczniu 1940 roku wyjechała do Generalnego Gubernatorstwa. Po powrocie do Lublina zatrudniła się w Archiwum Państwowym pod zarządem niemieckim (Staatsarchiv). Na początku września 1943 roku pracowała jako bibliotekarka. W 1944 roku po zajęciu Lublina przez Armię Czerwoną i Wojsko Polskie zgłosiła się do pracy w Ministerstwie Bezpieczeństwa Publicznego jako archiwistka, w którym pracowała do kwietnia 1945.
W 1946 wznowiła studia na Wydziale Nauk Humanistycznych KUL, obroniła pracę dyplomową, uzyskując stopień magistra filozofii w dyscyplinie historia. W 1947 roku uzyskała stopień doktora filozofii na podstawie rozprawy pt. Parczew w XV–XVIII wieku. Szkic z dziejów osady miejskiej na pograniczu Korony i Wielkiego Księstwa Litewskiego, w 1966 roku uzyskała stopień doktora habilitowanego, a w 1977 roku została mianowana profesorem nadzwyczajnym, w 1984 roku profesorem zwyczajnym.
Od 1947 roku była asystentką w Katedrze Historii Średniowiecznej KUL. W latach 1949–1954 była dyrektorem Archiwum Państwowego w Lublinie, w latach 1954–1956 była archiwistką w redakcji „Sztandaru Ludu”. W latach 1956–1992 pracowała na Wydziale Humanistycznym UMCS, w Instytucie Historii. Od 1967 pełniła funkcję kierownika Katedry Historii Narodów ZSRR, a następnie Zakładu Historii Europy Wschodniej. Zaliczano ją do najbardziej znanych specjalistów w dziedzinie dziejów Armenii i Ormian w Polsce.
Należała do Association Internationale des Etudes Armeniennes - Leiden, Rady Głównej Nauki, Szkolnictwa Wyższego i Techniki oraz Polskiego Towarzystwa Ludoznawczego. Prezesowała również Lubelskiemu Oddziałowi Polskiego Towarzystwa Historycznego. 
Dwukrotnie zamężna. Od 18 lutego 1939 roku była żoną Adama Zakrzewskiego (zm. 18 września 1939), oficera Wojska Polskiego – kapitana broni pancernej. W 1953 roku wyszła za Juliana Dubasa, archiwistę Archiwum Państwowego w Lublinie.
Została pochowana na cmentarzu przy ul. Lipowej w Lublinie.

## Wybrane publikacje
- Procesy o czary w Lublinie w XVII i XVIII w., Lublin: Polskie Towarzystwo Ludoznawcze 1947.
- Parczew w XV–XVIII wieku, Lublin: Wydawnictwo Lubelskie 1962.
- Ormianie zamojscy i ich rola w wymianie handlowej i kulturalnej między Polską a Wschodem, Lublin: Uniwersytet Marii Curie-Skłodowskiej 1965.
- W pięćdziesiątą rocznicę ZSRR. Materiały sesji naukowej, red. Mirosława Zakrzewska-Dubasowa, Lublin: Uniwersytet Marii Curie-Skłodowskiej 1972.
- Ormianie w dawnej Polsce, Lublin: Wydawnictwo Lubelskie 1982.
- (redakcja) Studia z dziejów kontaktów polsko-ormiańskich, Wydawnictwo UMCS, Lublin 1983.
- Polacy w kulturze i życiu społecznym Zakaukazia do 1918 roku, pod red. Mirosławy Zakrzewskiej-Dubasowej, Lublin: Wydawnictwo Uniwersytetu Marii Curie-Skłodowskiej 1990.
- Historia Armenii, Wrocław: Zakład Narodowy im. Ossolińskich 1990 (I wydanie: 1977).
- (redakcja) Polacy w kulturze i życiu społecznym Zakaukazia do 1918 roku, Lublin 1990.

## Ordery i odznaczenia
- Krzyż Oficerski Orderu Odrodzenia Polski (1988)
- Krzyż Kawalerski Orderu Odrodzenia Polski (1978)
- Złoty Krzyż Zasługi (1975)
- Medal Komisji Edukacji Narodowej (1977)
- Odznaka tytułu honorowego „Zasłużony Nauczyciel PRL” (1979)
- Odznaka „Za Zasługi dla Lubelszczyzny” (1970)
- Złota Odznaka Honorowa „Zasłużonemu dla Lublina” (1984)

Źródło:.